# Samuel Harrison (kolarz)
Samuel James Harrison (ur. 24 czerwca 1992 w Risca) – brytyjski kolarz torowy, szosowy i przełajowy, dwukrotny medalista torowych mistrzostw świata.

## Kariera
Pierwsze sukcesy w karierze Samuel Harrison osiągnął w 2010 roku, kiedy na torowych mistrzostwach świata juniorów zdobył srebrne medale w omnium i drużynowym wyścigu na dochodzenie. Na rozgrywanych rok później torowych mistrzostwach świata w Apeldoorn Brytyjczycy w składzie: Steven Burke, Edward Clancy, Peter Kennaugh, Andrew Tennant i Samuel Harrison zdobyli brązowy medal w drużynowym wyścigu na dochodzenie. W podobnym składzie (bez Kennaugha) reprezentacja Wielkiej Brytanii zdobyła srebrny medal na mistrzostwach świata w Mińsku w 2013 roku. Startuje także w wyścigach przełajowych i na szosie, jest mistrzem kraju w indywidualnej jeździe na czas z 2012 roku i przełajowym wicemistrzem kraju w kategorii debiutantów z 2008 roku.